# آنتن جهت‌دار

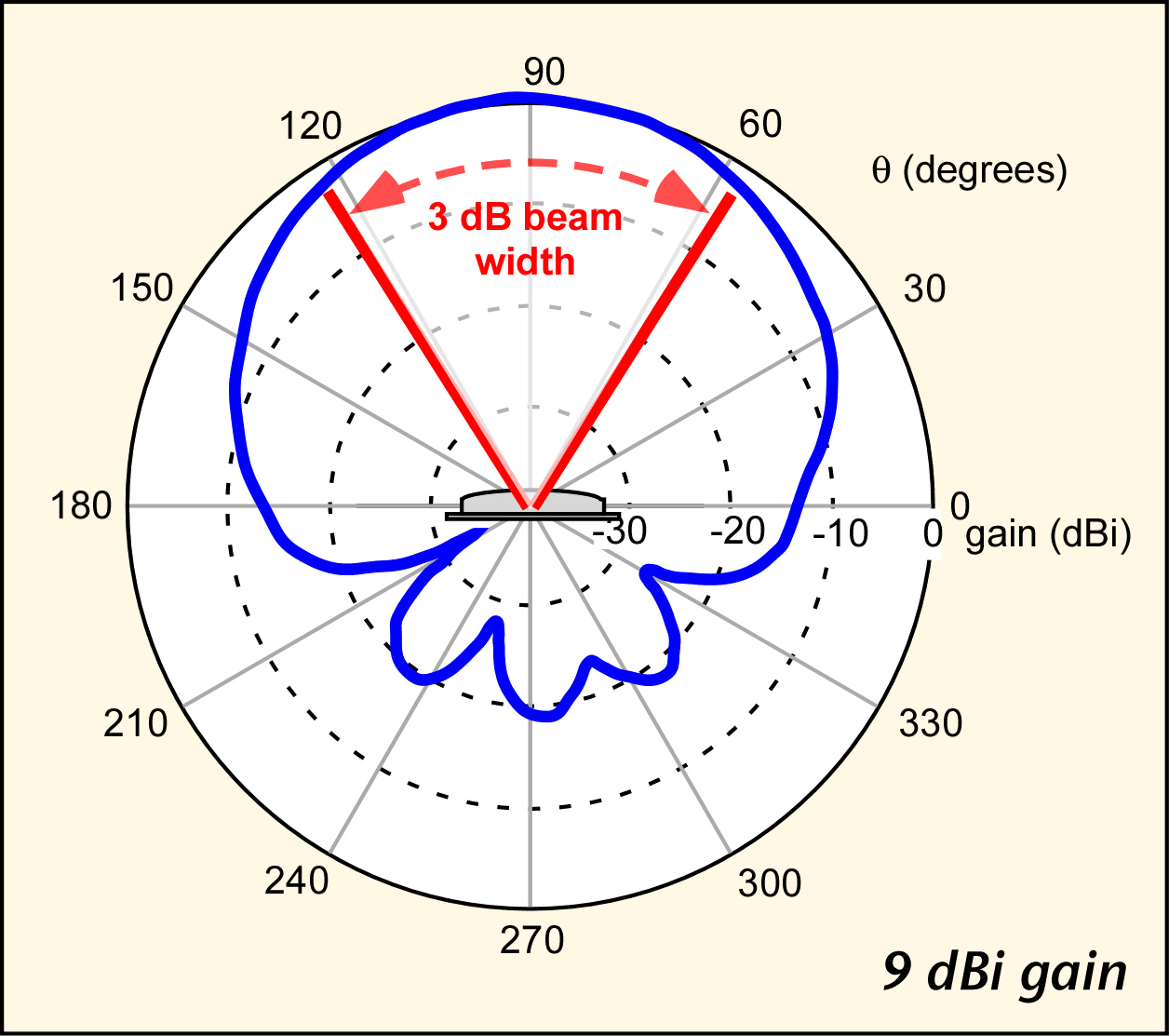
پرگاله الگوی بهره آنتن

آنتن جهت‌دار یا آنتن‌های سویی (به انگلیسی: directional antenna) یا آنتن باریکه‌ای (به انگلیسی: beam antenna) آنتنی است که توان بیشتری را در جهت‌های خاص تابش یا دریافت می‌کند که امکان افزایش عملکرد و کاهش تداخل منابع ناخواسته را فراهم می‌کند. آنتن‌های جهت‌دار عملکرد بیشتری را نسبت به آنتن‌های دوقطبی - یا به‌طور کلی آنتن‌های همه‌جهته - هنگامی که هم‌مرکزش (به انگلیسی: concentration) بیشتری از تابش در جهت خاصی مورد نظر است، ارائه می‌دهند.
آنتن با بهره-بالا (HGA) یک آنتن سویی با قُطر باریکه امواج رادیویی متمرکز و باریک است که امکان هدف‌گیری دقیق تر سیگنال‌های رادیویی را فراهم می‌کند. معمولاً در طول مأموریت‌های فضایی به آن‌ها اشاره می‌شود، این آنتن‌ها همچنین در سرتاسر زمین مورد استفاده قرارمی‌گیرند، با موفقیت در مناطق مسطح و باز که در آن هیچ کوهی وجود ندارد که امواج رادیویی را مختل کند. در مقابل، یک آنتن کم‌بهره (LGA) یک آنتن همه‌جهته با قطر باریکه امواج رادیویی فراخ (به انگلیسی: broad) است که به سیگنال اجازه می‌دهد حتی در مناطق کوهستانی به خوبی منتشرشود و بنابراین بدون توجه به زمینگان (به انگلیسی: terrain) اتکاپذیرتر است. آنتن‌های کم‌بهره اغلب در فضاپیماها به‌عنوان پشتیبان برای آنتن‌های با بهره-بالا استفاده می‌شوند، که پرتوی بسیار باریک‌تری را ارسال می‌کند و بنابراین آماده‌پزیرش اتلاف سیگنال است.
همه آنتن‌های کاربردی حداقل تا حدودی جهت‌دار هستند، اگرچه معمولاً فقط جهت در صفحه موازی با زمین در نظر گرفته می‌شود و آنتن‌های کاربردی به راحتی می‌توانند در یک صفحه همه‌جهته باشند. رایج‌ترین انواع:
- آنتن یاگی،
- آنتن لگاریتمی تناوبی
- آنتن بازتابنده گوشه

که اغلب با هم ترکیب می‌شوند و به صورت تجاری به عنوان آنتن تلویزیونی مسکونی فروخته می‌شوند. تکرارکننده‌های سلولی اغلب از آنتن‌های جهت‌دار خارجی استفاده می‌کنند تا سیگنالی به مراتب بیشتر از آنچه در یک تلفن همراه استاندارد به دست می‌آید ارائه دهند. گیرنده‌های تلویزیون ماهواره ای معمولاً از آنتن‌های سهموی استفاده می‌کنند. برای فرکانس‌های با طول‌موج بلند و متوسط، آرایه‌های برجی در بیشتر موارد به عنوان آنتن جهت‌دار استفاده می‌شوند.